# Juan Díez Nicolás
Juan Díez Nicolás   (Madrid, 15 d'agost de 1938) és un sociòleg i acadèmic espanyol, acadèmic de la Reial Acadèmia de Ciències Morals i Polítiques des de 2018.

## Biografia
Entre 1948 i 1955 va estudiar batxillerat a l'Institut Ramiro de Maeztu de Madrid. El 1960 es va llicenciar en ciències polítiques per la Universitat Complutense de Madrid (premi extraordinari de llicenciatura el 1961) i el 1962 va obtenir un màster en sociologia per la Universitat de Michigan. Finalment el 1967 es va doctorar en ciències polítiques a l'UCM. Entre 1963 i 1969 va ser Co-Fundador, Director Tècnic i Secretari General de l'Institut Nacional de l'Opinió Pública depenent del Ministeri d'Informació i Turisme, i entre 1970 i 1971 fou assessor de la Direcció general d'Urbanisme. Entre 1971 i 1973 fou catedràtic de sociologia a la Universitat de Granada i a la Universitat de Màlaga, i posteriorment de la Universitat Autònoma de Madrid i de la Universitat Complutense de Madrid. El 1974 fou nomenat rector de la UNED director general de l'Institut Nacional de Ciències de l'Educació (INCIE), conseller nacional d'educació i procurador en Corts.
Durant la transició espanyola milità a la UCD col·laborà amb el govern d'Adolfo Suárez en la fundació del Centre d'Investigacions Sociològiques i exercint de Subsecretari d'Ordenació del Territori i Medi ambient entre 1979 i 1981. El 1982 fou nomenat coordinador d'assessors del vicepresident primer, i de 1928 a 1985 fiu membre del buró del Comitè Europeu de Població del Consell d'Europa, del que en serà president de 1985 a 1987. De 1982 a 1991 fou president de la Comissió d'Estadístiques de l'Administració Pública, i fins a 1992 president del seminari sobre “Societat i Forces Armades” en l'Institut d'Estudis Estratègics del Centre Superior d'Estudis de la Defensa Nacional (CESEDEN) depenent del Ministeri de Defensa. Entre 1990 i 1996 fou director del Centre d'Investigacions sobre la Realitat Social (CIRES); entre 1992 i 1996 fou vicepresident del Consell Econòmic i Social de la Comunitat de Madrid. També ha estat president del Fòrum per a la Integració Social dels Immigrants del Ministeri de Treball i Afers Socials (1999-2001) i bicepresident de Socis i Finances de l'Associació Internacional de Sociologia (1998-2002).
Entre altres distincions, és membre del Col·legi Lliure d'Emèrits, col·laborador al Reial Institut Elcano fundador d'Anàlisis Sociològiques Econòmiques i Polítics S.A. (ASEP) i de la Fundació per a l'Anàlisi i Difusió de Dades de Recerca Social (FADDIS), acadèmic de l'Acadèmia Europea de Ciències i Arts i des de 2018 de la Reial Acadèmia de Ciències Morals i Polítiques.

## Premis[calcitació]
- Encomana de l'Orde del Mèrit Civil (1964)
- Premi de Recerca Diego Saavedra Fajardo CSIC (1970)
- Gran Creu del Mèrit Militar amb Distintiu Blanc (1971)
- Medalla d'Or de la Universitat Nacional d'Educació a Distància (1992)
- Creu del Mèrit Naval (1994)
- Premi Hidalgo de Presència Gitana (1998)
- Medalla al Mèrit Constitucional (2011)
- Doctor Honoris causa en Ciències Polítiques i Sociologia per la UNED (2012)
- Rector Honorari de la UNED (2012)
- Premi Nacional de Sociologia i Ciència Política del Centre d'Investigacions Sociològiques Sociològiques (2012).

## Obres
- La seguridad subjetiva en España: construcción de un Índice Sintético de Seguridad Subjetiva (ISSS) [Madrid] : Ministerio de Defensa, Dirección General de Relaciones Institucionales, 2011. ISBN 978-84-9781-673-1
- Las dos caras de la inmigración Madrid : Ministerio de Trabajo y Asuntos Sociales, Subdirección General de Información Administrativa y Publicaciones, [2005]. ISBN 84-7850-126-6
- La voz de los inmigrantes amb María José Ramírez Lafita, Madrid : Instituto de Migraciones y Servicios Sociales, Madrid. ISBN 84-8446-037-1
- La inmigración en España: (una década de investigaciones) amb María José Ramírez Lafita. Madrid : Instituto de Migraciones y Servicios Sociales, 2001. ISBN 84-8446-032-0
- Identidad nacional y cultura de defensa Síntesis, 1999. ISBN 84-7738-647-1
- Los españoles y la inmigración Madrid : Instituto de Migraciones y Servicios Sociales, 1999. ISBN 84-8446-005-3
- Los mayores en la Comunidad de Madrid: estudio sobre las necesidades y recursos de la tercera edad Madrid : Fundación Caja de Madrid, 1996. ISBN 84-89471-06-1
- Mitos y realidades sobre la vejez y la salud amb Rocío Fernández Ballesteros; Ignacio Montorio (col.), José Manuel Hernández López (col.), Mª Gema Llorente (col.), María Izal Fernández de Trocóniz (col.), Ana de la Calle (col.), Barcelona : Fundación Caja de Madrid, 1992. ISBN 84-87621-10-4
- Políticas de población amb Jesús Manuel de Miguel Rodríguez, Espasa Calpe, 1985. ISBN 84-239-6524-4
- Control de natalidad en España amb Jesús Manuel de Miguel Rodríguez, Amando de Miguel Rodríguez, Barcelona : Fontanella, 1981. ISBN 84-244-0497-1
- Los españoles y la opinión pública Madrid : Editora Nacional, D.L. 1976. ISBN 84-276-1303-2
- Sociología: entre el funcionalismo y la dialectica Madrid : Guadiana, D.L. 1976. ISBN 84-251-0113-1
- Bibliografía de sociología en lengua castellana Granada : Universidad, 1973. ISBN 84-600-5755-0